# Helmut Schmidt-Harries
Helmut Schmidt-Harries (* 16. Dezember 1925 in Celle; † 19. Januar 2015 in Offensen) war ein deutscher Dorfschullehrer, Stadtrevierförster, Politiker (FDP) und Heimatforscher. Er war verheiratet und hatte sechs Kinder.

## Schriften
- Chronik der Forstschule Westerhof. Ströher, Celle 2004, ISBN 3-921744-39-3
- (als Bearb.): Eicklingen / [Bd. 1.]. Beiträge zur Geschichte und den gegenwärtigen Verhältnissen der ehemals selbständigen Gemeinden Gross Eicklingen, Klein Eicklingen, Sandlingen, Schepelse, Paulmannshavekost. Ein Lese- und Nachschlagbuch. 1991 [Hrsg.: Gemeinde Eicklingen].
- Langlingen. Nachrichten aus alter und neuer Zeit aus einem Dorf an der Aller.  2003, ISBN 978-3-921744-25-3